# بوشتينو
بوشتينو (Буштино) هي مدينة في مقاطعة زاكارباتسكا في أوكرانيا.